# Чиро Марина
Чиро̀ Марѝна (на италиански: Cirò Marina) е пристанищен и морски курортен град и община в Южна Италия, провинция Кротоне, регион Калабрия. Разположен е на брега на Йонийско море. Населението на общината е 16 520 души (към 2013 г.).